# Phloeopora arctica
Phloeopora arctica  (лат.) — вид жуков-стафилинид рода Phloeopora из трибы Aleocharini (подсемейство Aleocharinae). Северная Америка.

## Распространение
Неарктика: Юкон, Северо-Западные территории (Канада).

## Описание
Мелкие коротконадкрылые жуки. Длина тела от 3,0 до 3,5 мм. Окраска буровато-чёрная (ноги коричневато-красные). Голова почти равна ширине переднеспинки. Бока субпараллельные. Обнаружены с июня по август.  Задние лапки 5-члениковые,  лапки передних и средних ног также состоят из 5 сегментов (формула лапок: 5-5-5). Вид был впервые описан в 1990 году немецким энтомологом Густавом Адольфом Лозе (G. A. Lohse; Гамбург, ФРГ), южноафриканским энтомологом Яном Климашевским (Jan Klimaszewski; Transvaal Museum of Natural History,  Претория, ЮАР) и канадским колеоптерологом Алесем Сметаной (Ales Smetana; Biosystematics Research Centre, Agriculture Canada, Оттава, Онтарио, Канада).